# Przystawy (powiat sławieński)
Przystawy (niem. Pirbstow) – wieś w Polsce położona w województwie zachodniopomorskim, w powiecie sławieńskim, w gminie Malechowo w pobliżu trasy linii kolejowej Szczecin-Słupsk-Gdynia. 
Zabytki: stara kaplica i poniemiecki niszczejący cmentarz.
Inne miejscowości o nazwie Przystawy Przystawy